# Wigarma (equip ciclista)
L'equip Wigarma va ser un equip ciclista espanyol que competí professionalment entre el 1991 i 1992.

## Principals resultats

### A les grans voltes
- Volta a Espanya
  - 2 participacions (1991, 1992)
  - 1 victòria d'etapa:
    - 1 el 1991: Jesús Cruz Martín

  - 0 classificacions secundàries: